# Мијалић
Мијалић (алб. Mihaliq) је насеље у општини Вучитрн на Косову и Метохији. Према попису становништва на Косову 2011. године, село је имало 1,242 становника..

## Географија
Село је на најнижем делу падине Чичавице према саставцима Ситнице и Лаба. Кроз село протиче Михалићки поток. Два су одвојена сеоска дела: Чифчи Михалић (северно) и Топал Михалић (јужно). Јужни део му је разбијен на веће и мање групице кућа, док је северни део села збијен, сем мухаџирских кућа које су изван њега. Удаљење између једног и другог дела села износи око 1 км. Северни део је био чифлик, па му отуда сада име Чифчи Михалић, а име јужног дела (Топал Михалић) је по утицајном арбанашком роду Топаловићу.

## Порекло становништва по родовима
Подаци о броју кућа и пореклу становништва су из 1934. године.
Старинци:
Од старинаца су се у селу одржала четири поисламљена рода.
- Буљеш (5 кућа)
- Марета (1 кућа)
- Кечовић (4 куће)
- Зумбери (1 кућа). На ислам прешли у првој половини 19. века. Муслимански појасеви у 1934. за Кечовиће: Авди, Фазли, Мемет, Браим (30 година); за Зумберовиће: Адем, Зумбер, Фериз (55 година); за Буљеше: Ујуп, Осман, Ајет (60 година). Сва четири рода су ушли у фис Краснић.

Досељеници албанизовани Срби
- Немож (4 куће). Пресељени из истоименог рода у Дрвару почетком 19. века.

Досељеници Албанци
- Топаловић (3 куће), од фиса Краснића. Досељени из Скадарске Малесије крајем 18. века. Појасеви у 1934. од досељења: Алија, Селман, Ајриз, Мустафа, Алит (50 година).
- Моравали (4 куће), од фиса Краснића. Досељен из Малесије кад и Топаловић. Презиме му је што је још при досељењу ишао у Г. Мораву (с намером да се насели), па се вратио натраг у Михалић.
- Прек (1 кућа), од фиса Краснића. Досељен из Малесије после Топаловића.
- Гелићи (9 кућа), од фиса Краснића. Доселили се почетком 19. века из Малесије, одакле су пошли као католици, па су или на путу или одмах по доласку прешли на ислам. Појасеви у 1934. од досељења: Бећир, Суља, Реџеп, Суља, Бећир (50 година).
- Љац (1 кућа), од фиса Краснића. Досељени из Малесије кад и Гелићи. – Жуш (6 к.), од фиса Краснића. Досељен као мухаџир 1878. из Жуше у Топлици на куповицу.
- Меан (1 кућа), од фиса Климената. Као мухаџир из Топлице прво био настањен у пећком крају, па у Дреници, а у Михалић досељен 1917. на купљено имање.

Од Арбанаса су у селу живели неки – Менђићи и – Међуни. Први су изумрли. Други се око 1830. преселили у Вучитрн, а своје имање претворили у чифлик (Чифчи Михалић).
Роми
- Савићи (4 куће, Св. Арханђео). Досељен око 1830. из призренског краја.
- Костићи (3 куће, Св. Василије). Досељен око 1870. из Брадаша (Лаб).
- Дејићи (1 кућа, Св. Петка) и Стојановићи (1 к., Св. Никола). Пресељени из Добрева први око 1900, а други 1914.
- Славковићи (4 куће, Св. Никола). Пресељен из Пестова око 1900.
- Димићи (3 куће, Св. Никола) и Милосављевић (1 к., Св. Никола). Досељени 1913. из Лауше (Србице) у Дреници.
- Анђелковић (1 кућа, Св. Никола). Пресељен из Враголије 1918.
- Михајловић (1 кућа, Св. Јован). Пресељен 1924. из Самодреже на женино имање.

Аутоколонисти:
- Дамјановић (2 куће) 1913. из Белајине (Топлица).
- Петровић (1 кућа), Ивановић (1 к.) и Попадић (1 к.) 1925. из Блажева (копаонички срез).
- Ковачевић (2 куће) и Радуловић (2 к.) 1925. од Даниловграда.
- Вујисић (1 кућа) 1925. из Прекобрђа (Доњи Колашин).
- Пиндовић (1 кућа) 1925. из Никшићке Жупе.
- Докнићи (2 куће) 1925. из Голије (Никшић).

Колонисти:
- Митровић (3 куће) 1923. из Марковине (Никшић).
- Вукобратовић (1 кућа) из Врховина (Оточац).

У селу су 1934. живеле 4 куће муслиманских Рома, од којих је једна живела од коваштва, а друге од радништва. На Косово су дошле с мухаџирима из Топлице. У Мијалићу настањене од 1922—1928.

## Демографија
| Година       | 1948 | 1953 | 1961 | 1971 | 1981 | 1991 | 2011 |
| ------------ | ---- | ---- | ---- | ---- | ---- | ---- | ---- |
| Становништво | 767  | 855  | 898  | 1113 | 1205 | 1192 | 1242 |

|  |

| Етнички састав према попису из 2011.‍ | Етнички састав према попису из 2011.‍ | Етнички састав према попису из 2011.‍ | Етнички састав према попису из 2011.‍ | Етнички састав према попису из 2011.‍ |
| ------------------------------------ | ------------------------------------ | ------------------------------------ | ------------------------------------ | ------------------------------------ |
|                                      |                                      |                                      |                                      |                                      |
| Албанци                              | Албанци                              |                                      | 1.241                                | 99,92%                               |
| Турци                                | Турци                                |                                      | 1                                    | 0,08%                                |
| Укупно: 1.242                        |                                      |                                      |                                      |                                      |